# 蔣班
蔣班（？—？），曾為諸葛誕心腹將領，曹魏、西晉將領。

## 生平
正元二年（公元255年），發生毌丘儉文欽之亂，東吳的大將孫峻、呂據、留贊等聽聞淮南大亂，於是讓文欽領軍攻向壽春，當時諸葛誕已抵達壽春，孫峻等無法攻城，於是退走。諸葛誕派蔣班追擊，蔣班在菰陂斬殺留贊。

### 諸葛誕之亂
甘露二年（公元257年）五月，諸葛誕被徵召為司空。諸葛誕接到詔書，很是恐懼，於是舉兵反叛。
將軍蔣班、焦彝都是諸葛誕的心腹謀主，二人對諸葛誕說：「朱異等人率大軍前來而無法進城，孫綝殺朱異回江東，表面上是以發救兵為名，實際上是要坐等成敗。如今應趁眾人之心還穩固，軍士們願意效力，拚死力攻其一面，即使無法獲全勝，仍有可能保全戰力，如果空坐死守，是沒有出路的。」文欽卻說：「您如今率領十餘萬軍士歸附東吳，我與全端等人都願和您共同居於死地，我們的父兄子弟都在江南，就算孫綝不來，主上及其親戚怎麼肯聽他的呢？何況曹魏沒有一年是沒事的，軍民疲憊，如今他們圍守我們一年，內變將起，為什麼我們要捨棄這裡而想冒險僥倖一戰！」蔣班、焦彝仍堅持勸他，文欽十分惱怒。諸葛誕甚至想殺了二人，二人心懷恐懼，十一月，二人倒戈降魏。

### 滅吳之戰
咸寧五年（公元279年）十一月，晉武帝司馬炎下令大舉伐吳。
太康元年（公元280年）三月，張悌與晉將討吳護軍張翰、揚州刺史周浚結陣對峙。沈瑩率領丹楊銳卒刀楯五千，號曰青巾兵，三次沖陣都未能攻破晉軍的陣型，退兵時大亂，薛勝、蔣班趁機進攻，吳軍陣勢土崩瓦解。

## 資料來源
1. ↑  《三國志·諸葛誕傳》：吳大將孫峻、呂據、留贊等聞淮南亂，會文欽往，乃帥眾將欽徑至壽春；時誕諸軍已至，城不可攻，乃走。誕遣將軍蔣班追擊之，斬贊
2. ↑  《三國志·孫亮傳》：留贊為誕別將蔣班所敗於菰陂
3. ↑  《資治通鑑·卷七十七》：將軍蔣班、焦彝，皆誕腹心謀主也，言於誕曰：「朱異等以大眾來而不能進，孫綝殺異而歸江東，外以發兵為名，內實坐須成敗。今宜及眾心尚固，士卒思用，並力決死，攻其一面，雖不能盡克，猶有可全者；空坐守死，無為也。」文欽曰：「公今舉十餘萬之眾歸命於吳，而欽與全端等皆同居死地，父兄子弟盡在江表，就孫綝不欲來，主上及其親戚豈肯聽乎！且中國無歲無事，軍民並疲，今守我一年，內變將起，奈何捨此，欲乘危徼幸乎！」班、彝固勸之，欽怒。誕欲殺班、彝，二人懼，十一月，棄誕逾城來降。
4. ↑  干寶《晉紀》：與討吳護軍張翰、揚州刺史周浚成陳相對。沈瑩領丹楊銳卒刀楯五千，號曰青巾兵，前後屢陷堅陳，於是以馳淮南軍，三沖不動。退引亂，薛勝、蔣班因其亂而乘之，吳軍以次土崩
5. ↑  《資治通鑑·卷八十一》：悌與揚州刺史汝南周浚，結陳相對，沈瑩帥丹楊銳卒、刀楯五千，三沖晉兵，不動。瑩引退，其眾亂；將軍薛勝、蔣班因其亂而乘之，吳兵以次奔潰